# Solidarne, Bilokurakîne
Solidarne (în ucraineană Солідарне) este o comună în raionul Bilokurakîne, regiunea Luhansk, Ucraina, formată numai din satul de reședință.

## Demografie
Componența lingvistică a comunei Solidarne
     Ucraineană (87,39%)
     Rusă (12,46%)
Conform recensământului din 2001, majoritatea populației comunei Solidarne era vorbitoare de ucraineană (87,39%), existând în minoritate și vorbitori de rusă (12,46%).